# Where in Time Is Carmen Sandiego?
Where in Time Is Carmen Sandiego? est un jeu vidéo d'aventure éducatif, développé et édité par Brøderbund en 1989. Le jeu fait partie de la franchise Carmen Sandiego.
Le joueur incarne un enquêteur d'Interpol qui parcourt le globe pour arrêter Carmen Sandiego et les membres de son organisation. L'aventure prend la forme d'un jeu de piste mais à la différence de l'épisode original, Where in the World Is Carmen Sandiego?, le joueur ne doit plus simplement déduire la localisation des malfrats mais aussi l'époque à laquelle ils se trouvent.

## Versions
La première version du logiciel est sortie en 1989 sur Apple II et DOS. Le jeu a ensuite été édité sur Amiga et Commodore 64 (1990), Nintendo Entertainment System (1991), Mega Drive et Super Nintendo (1992).